# Estación de Sabino Arana
Sabino Arana es una estación del tranvía de Bilbao. Se sitúa en la intersección de la calle Licenciado Poza y la avenida Sabino Arana, de donde toma su nombre.
La estructura de la parada está compuesta por un módulo técnico que integra los servicios de expendedor de billetes, teléfono y reloj digital, y unidades de energía, comunicación y tráfico, unido a un pórtico acristalado en cuyo extremo se ubica el panel publicitario.
La parada se encuentra a pocos metros del Estadio de San Mamés (el estadio del Athletic Club, equipo de fútbol de la ciudad) y de la estación de San Mamés de Metro Bilbao.

## Accesos
- Av. Sabino Arana, 8